# Alba María Cabello
Alba María Cabello Rodilla (Madrid, 30 aprile 1986) è una sincronetta spagnola.

## Palmarès
- Giochi olimpici

Pechino 2008: argento nella gara a squadre.
Londra 2012: bronzo nella gara a squadre.
- Mondiali

Roma 2009: oro nel programma libero.
Shanghai 2011: bronzo nel programma libero a squadre, bronzo nel programma tecnico a squadre.
Barcellona 2013: argento nel programma libero combinato a squadre, argento nel programma libero a squadre, argento nel programma tecnico a squadre.
- Europei

Budapest 2010: argento nella gara a squadre, argento nel combinato a squadre.
Debrecen 2012: oro nella gara a squadre, oro nel combinato a squadre.
Berlino 2014: argento nel combinato a squadre, bronzo nella gara a squadre.
Londra 2016: bronzo nel programma libero a squadre.